# Expocine
Expocine (estilizado como EXPOCINE) é um evento de negócios criado em 2014 para reunir exibidores e distribuídores da indústria cinematográfica. É o segundo maior do gênero no mundo, e o primeiro na América Latina.
Devido a pandemia de COVID-19, a edição de 2020 foi apresentada de forma virtual. Na edição de 2021 foi registrado um recorde de inscrições, e foi apresentada em formato híbrido: presencial, em São Paulo, no Cine Marquise e online.